# Lepus victoriae
Lepus victoriae este o specie de mamifere din familia iepurilor, Leporidae. Se găsește în Africa. Uniunea Internațională pentru Conservarea Naturii a clasificat această specie ca fiind neamenințată cu dispariția.

## Taxonomie
În anul 1964, Gureev a plasat specia Lepus victoriae în subgenul Proeulagus sub denumirea de Lepus crawshayi, iar în anul 1998, Averianov a plasat-o în subgenul Sabanalagus. De asemenea, Gureev a considerat că L. crawshayi și L. whytei sunt specii diferite. A fost înainte inclusă în Lepus saxatilis, iar starea taxonomică a sinonimelor sale, microtis, crawshayi, canopus, whytei și zechi, este neclară, precum și cea a speciei. În anul 2013, Happold a enumerat 15 sinonime, iar în anul 2005, Hoffmann și Smith au enumerat următoarele subspecii ca fiind valide:
- Lepus microtis microtis
- Lepus microtis angolensis
- Lepus microtis senegalensis
- Lepus microtis whytei

## Descriere
L. victoriae este o specie de mărime medie care crește până la o lungime de 41–58 cm și ajunge să cântărească 1,5–3 kg. Urechile au vârful negru, partea dorsală a capului și a corpului este maro-cenușie, coastele și membrele sunt maro-roșiatice, iar părțile inferioare albe. Coloritul general are tonul mai bogat decât la alți iepuri propriu-ziși, în special în regiuni montane unde iepurii sunt de o nuanță mai închisă. Coada este neagră deasupra și albă dedesubt. Seamănă în aparență cu iepurele Capului (Lepus capensis) dar se deosebește de aceasta prin șanțurile distinctive ale incisivilor săi.

## Răspândire și habitat
Arealul speciei L. victoriae cuprinde zone din Africa; Africa de Sud, Algeria, Angola, Benin, Botswana, Burkina Faso, Burundi, Camerun, Ciad, Coasta de Fildeș, Eswatini, Etiopia, Gambia, Ghana, Guineea, Guineea-Bissau, Kenya, Lesotho, Libia, Malawi, Mali, Mauritania, Mozambic, Namibia, Niger, Nigeria, Republica Centrafricană, Republica Democratică Congo, Rwanda, Sahara Occidentală, Senegal, Sierra Leone, Somalia, Sudan, Tanzania, Togo, Tunisia, Uganda, Zambia și posibil și Maroc. În vestul Algeriei există o populație mică și izolată. Trăiește în diverse regiuni și habitate ale Africii, incluzând savane și fâșia Sahel.

## Comportament și ecologie
Acești iepuri sunt solitari și nocturni. Se bazează pe camuflaj pentru a rămâne ascunși, dar pot alerga cu o viteză de până la 70 km/h și uneori pot sări viguros în lateral pentru a întrerupe dâra de miros pe care o lasă. Se hrănesc în principal cu graminee și verdețuri, dar pot mesteca și rădăcini, lăstari și scoarță, iar uneori se întâmplă să mănânce fructe căzute și ocazional fungi. Se implică în coprofagie, mâncându-și propriile materii fecale uscate pentru a extrage nutrienți din ele.
Comportamentul reproducător al L. victoriae a fost puțin studiat. Iepurii membri ai acestei specii par să se reproducă în oricare parte a anului, iar o femelă dă naștere într-un an mai multor rânduri de pui. Puii se nasc în aer liber și sunt capabili să alerge la scurt timp după naștere. Mama pare să îi separe și să îi viziteze pe fiecare la intervale pentru a le permite să sugă. Sunt înțărcați pe la vârsta de o lună.

## Stare de conservare
L. victoriae este răspândită la nivel larg de-a lungul arealului său și nu sunt cunoscute amenințări majore pentru această specie, dar în Africa de Sud, Eswatini și Lesotho este vânată pentru blană și carne și ca activitate sportivă. Arealul său cuprinde multe arii protejate, iar Uniunea Internațională pentru Conservarea Naturii a clasificat specia ca fiind neamenințată cu dispariția.